# Mr. Moonlight (Piano Red)
Mr Moonlight è una canzone incisa da Dr. Feelgood and The Interns, pseudonimo di William Lee Perryman, meglio conosciuto come "Piano Red"; è conosciuta grazie alla cover che i Beatles registrarono e che venne pubblicata in Europa su Beatles for Sale ed in America su Beatles '65. È stato scritto da Roy Lee Johnson.

## Il brano
La prima pubblicazione conosciuta era al lato B del singolo Dr. Feelgood; il singolo divenne un hit minore del rhythm and blues. Venne molto apprezzata dagli amanti del R&B inglesi, e alcuni di essi, entrando a far parte di band, ne registrarono delle cover. Sono conosciute, oltre a quella dei Beatles, anche quella degli Hollies e quella dei Merseybeats. Quest'ultima, pubblicata nel 1964, entrò nelle classifiche di Vancouver.

### Versione dei Beatles
Veniva inclusa nei live dei Beatles fino alla fine del 1962-1963. Tolta dai concerti, i Beatles ripresero la canzone nelle sessioni per Beatles for Sale. Inizialmente, il 14 agosto 1964 registrarono i primi quattro nastri della canzone, senza le percussioni e senza l'organo, ma con l'assolo eseguito da una slide guitar suonata da George Harrison. I Beatles eseguirono un rifacimento il 18 ottobre, su otto nastri; il quarto e l'ottavo sono quelli che sono stati scelti per il mixaggio mono (realizzato il 27 ottobre) che per il mixaggio stereo (realizzato il 4 novembre). Le registrazioni presentavano vari errori: costantemente cigola il pedale della grancassa suonata da Starr; verso il primo minuto e mezzo si sente qualcuno che canta una nota, probabilmente utilizzata per indicare a McCartney e ad Harrison quando intervenire sui cori; solamente nel mix stereo si sente anche un riff dell'organo Hammond durante la coda. Vi sono state molte critiche contro il brano, che è stato giudicato il peggior brano dei Beatles da Thomas Erlewine.
La prima versione è stata pubblicata sull'Anthology 1; è stata scelta la quarta take, l'unica completa di quel giorno.

#### Formazione

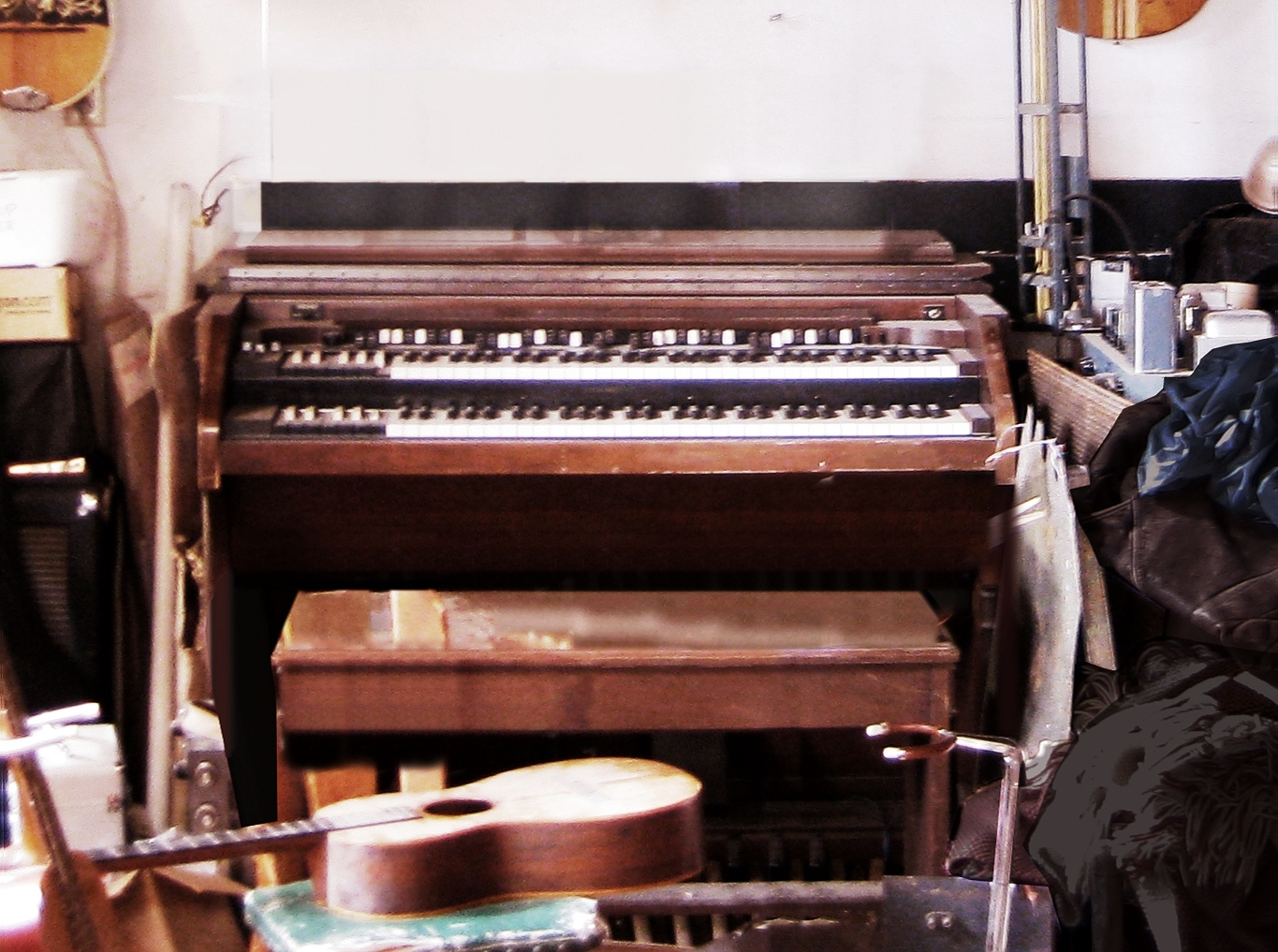
Un organo Hammond

##### Versione su Beatles for Sale
- John Lennon: voce, chitarra acustica ritmica
- Paul McCartney: cori, organo Hammond, basso elettrico
- George Harrison: cori, chitarra solista, tam-tam
- Ringo Starr: percussioni[2]

##### Versione sull'Anthology 1
- John Lennon: voce, chitarra ritmica
- Paul McCartney: cori, basso elettrico
- George Harrison: cori, chitarra slide
- Ringo Starr: batteria

##### Versione sulLivead Amburgo
- John Lennon: voce, chitarra ritmica
- Paul McCartney: cori, basso elettrico
- George Harrison: cori, chitarra solista
- Ringo Starr: batteria